# Religija u Rumunjskoj
Religija u Rumunjskoj zastupljena je s nekoliko vjerskih zajednica.

## Povijest
Do dolaska kršćanstva stanovništvo je štovalo lokalne poganske bogove. Dolaskom Rimljana širi se rimska religija. U rimskoj državi širenjem kršćanstva i provincija Dacija je došla u doticaj s kršćanstvom. Bili su nazočni i mitraistički kultovi, zatim stare judaističke zajednice (izraelske i kazarske) te kultovi Jupitera Dolichenskog. Pokrštenje cijelog društva je došlo nešto kasnije, zbog priljeva poganih naroda. Krajevi zapadno od Karpata pokršteni su do 12., a Vlaška nizina i područja do ušća Dunava do 14. stoljeća tako da se tu poganstvo dugo zadržalo. Velika šizma pratila je crtu Karpata. Do pojave protestantizma krajevi zapadno od Karpata pripadali su zapadnoj, Rimokatoličkoj Crkvi. Sedmogradska, Vlaška i Satmar imali su luterane i pravoslavce. Zapadna Rumunjska imala je rimokatolike, kalviniste i cvinglijance. Prema Moldaviji su bili samo pravoslavci. Zapadni raskol odrazio se da su rimokatolici bili uz rimskog papu. Osmanskim osvajanjima proširio se i islam, koji nije postao većinski. Muslimani, uglavnom suniti, ostali su koncentrirani u Sjevernoj Dobrudži i većinom su Krimski Tatari ili Turci. Raspadom Austro-Ugarske, a osobito nakon drugog svjetskog rata, smanjio se broj katolika i protestanata (Mađari i Nijemci). Ulazak u sovjetski blok za posljedicu je imao veliku ateizaciju društva, ali i pritisak na grkokatolike. Danas je većinom pravoslavna. Pravoslavni su Rumunji, Bugari, Srbi i Ukrajinci, rimokatolici su Nijemci, Mađari (uključujući Sekelje), Hrvati, Slovaci, Romi, Bugari, Talijani, Česi, Poljaci i Čango-Mađari. Premda ispod 1%, grkokatolici su brojni u Rumunjskoj. Postoji i mala zajednica Židova. Ruski starovjerci žive na ušću Dunava (Lipovjani). U središnjoj Rumunjskoj su manje skupine unitarijanaca. Protestanti su većinom reformirani (kalvinisti), a manje su skupine pentekostalaca i evangelički luterani (sinod-prezbiterijanci) kojoj pripadaju Mađari i u jednoj župi Slovaci. Ne valja ju miješati s njemačkom (saskom) Evangeličkom Crkvom augsburške konfesije. Od brojnijih su još baptisti i adventisti Sedmog dana.

## Vjerska struktura
Procjene koje navodi CIA za 2011. godinu govore o sljedećem vjerskom sastavu:
- pravoslavni (Rumunjska pravoslavna Crkva i ostale pravoslavne Crkve) 81,9%
- protestanti (različite denominacije, uključeni reformirani i pentekostalci) 6,4%
- rimokatolici 4,3%
- ostali (uključujući muslimane) 0,9%
- nereligiozni ili ateisti 0,2%
- nespecificirano 6,3%

## Galerija
- Širenje kršćanstva u Europi i na Sredozemlju.
- Europa u doba velike podjele 1054. godine.
- Religija u Europi, na Sredozemlju i na Bliskom Istoku 1100.
- Zapadni raskol. Pristaše avignonskog (crveno) i rimskog (plavo) pape. 1409. slika se mijenja pojavom pisanskog pape. Zemljovid još nije potpun i točan.
- Religije u Europi 1560.